# Greta Kuckhoff
Greta Kuckhoff, all'anagrafe Margaretha Lorke (Francoforte sull'Oder, 14 dicembre 1902 – Francoforte sull'Oder, 11 novembre 1981) è stata una politica tedesca, appartenente al Partito Comunista di Germania e combattente della resistenza contro i nazisti nel gruppo dell'Orchestra Rossa.Moglie di Adam Kuckhoff, dopo la guerra visse nella Repubblica Democratica Tedesca e fu presidente della Deutsche Notenbank dal 1950 al 1958.

## Biografia

### Infanzia e formazione
Nacque a Francoforte sull'Oder in una famiglia cattolica; suo padre era falegname e liutaio, mentre la madre era una sarta. Frequentò la scuola Kleist, il Lyzeum e l'Oberlyzeum nella sua città natale.
Nel 1924 iniziò a studiare sociologia ed economia all'Università Humboldt di Berlino e all'Università di Würzburg. Dal 1927 al 1929 studiò negli Stati Uniti, presso l'Università del Wisconsin-Madison, dove, durante gli incontri del venerdì sera organizzati al "Friday Niters Club" da John Commons, conobbe Mildred e Arvid Harnack. Durante la permanenza a Madison, divenne borsista del dipartimento di sociologia. Si laureò nel 1929.
Tra il 1930 e il 1932 visse a Zurigo, lavorando per l'avvocato R. Rosendorf e come insegnante di lingue e traduttrice nel campo del diritto commerciale. Tornata in Germania, trovò occupazione come segretaria di Karl Mannheim presso l'Istituto di ricerche sociali di Francoforte. Nel 1933 studiò brevemente alla London School of Economics and Political Science e preparò la fuga di Mannheim dalla Germania.
Nel 1933 conobbe lo scrittore Adam Kuckhoff. Si sposarono il 28 agosto 1937 e l'8 gennaio successivo nacque il figlio Ule.

### Sotto il nazismo
Iniziò a lavorare per il Ministero del Reich per l'istruzione pubblica e la propaganda, traducendo i discorsi del congresso del partito nazista e gli articoli sulla politica razziale nazista. Nel 1939, lavorò per James Vincent Murphy alla traduzione in lingua inglese del Mein Kampf, sperando che la traduzione potesse educare il pubblico britannico su Hitler. Il suo coinvolgimento nelle attività di opposizione contro il regime del Terzo Reich risale a questo periodo. D'accordo con il marito, rientrarono in contatto con gli Harnack e furono coinvolti con Harro e Libertas Schulze-Boysen nell'Orchestra Rossa in atti di disobbedienza civile. Per raccogliere consenso contro il nazismo, la Kuckhoff tenne conferenze e scrisse articoli che analizzavano la situazione politica e l'economia della Germania.
Nell'ambito della sua sfera d'azione, ebbe contatti con gli altri gruppi di Resistenza, tra cui il gruppo dell'ebreo Herbert Baum, dei fratelli Dietrich e Klaus Bonheffer e della Rosa Bianca, gruppo conosciuto attraverso Falk Harnack, fratello di Arvid. Sempre tramite Harnack, incontrò Hans von Dohnanyi del Circolo di Kreisau. Nel 1935 si iscrisse al Partito Comunista di Germania (in tedesco Kommunistische Partei Deutschlands, KPD).
Le attività dell'Orchestra Rossa furono scoperte nel 1942 e gli arresti iniziarono il 30 luglio. Nelle settimane successive, l'organizzazione fu stroncata grazie all'arresto di decine di persone. Greta fu arrestata dalla Gestapo nel suo appartamento il 12 settembre 1942, stesso giorno in cui il marito fu arrestato a Praga. Il 3 febbraio 1943 fu condannata a morte come "complice di alto tradimento e [per] mancata denuncia di un caso di spionaggio". La sentenza fu revocata il 4 maggio. Pochi mesi dopo, però, in un secondo processo tenuto il 27 settembre 1943, le furono revocati i diritti civili per "aver favorito il progresso di un'organizzazione di alto tradimento e per aver incoraggiato il nemico". Condannata a 10 anni di prigione, scontò la pena prima nella Zuchthaus femminile di Cottbus e in seguito, il 4 febbraio 1945, fu inviata alla Zuchthaus di Waldheim, dove fu liberata dall'Armata Rossa l'8 maggio 1945. Apprese la notizia dell'esecuzione del marito nel 1943 dal cappellano della prigione.

### Nel dopoguerra

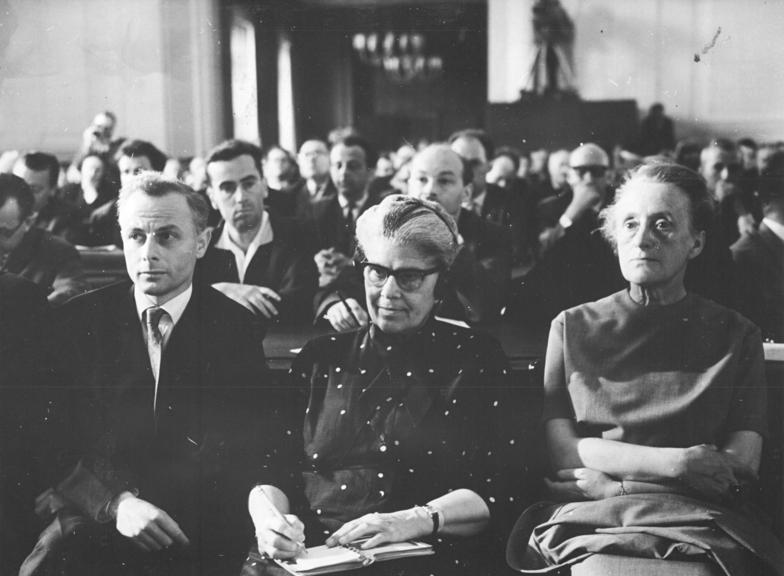
Greta Kuckhoff (a destra) al processo Globke del 1963. Alla sua sinistra Eslanda Goode Robeson, moglie di Paul Robeson.

Nel 1945 rientrò nel KPD e si trasferì a Berlino Est: la politica del partito e la revisione della storia per adattarla alla tradizione dettata da Mosca fece sì che i funzionari antecedessero la sua adesione al partito al 1935. Nel maggio 1945 fu nominata responsabile dell'Ufficio per la ricostruzione postbellica (Amtsstelle für die entnazifizierten und herrenlosen Betriebe) di Berlino. Nell'aprile 1946 aderì al Partito Socialista Unificato di Germania (Sozialistische Einheitspartei Deutschlands, SED) quando la leadership del KPD impose la fusione con i socialdemocratici della Germania orientale.
Insieme ad Adolf Grimme e Günther Weisenborn tentò di ottenere un risarcimento legale contro Manfred Roeder, l'ex giudice nazista che li aveva condannati. Dopo anni di ritardi da parte del procuratore di Stato di Lüneburg, il caso fu archiviato alla fine degli anni '60.
A partire dal 1946, lavorò per il governo della Repubblica Democratica Tedesca (RDT) all'interno del SED. Dal 1949 al 1958 fu rappresentante della Volkskammer provinciale; dal 1950 al 1958 fu presidente della banca centrale che precedette la Staatsbank della DDR. Nel 1958 si trovò in disaccordo con il SED e fu costretta a lasciare l'incarico nella banca, anche se ufficialmente si dimise per motivi di salute. Dopo l'allontanamento, divenne attiva nel Consiglio per la pace della DDR. Nel 1964 divenne vicepresidente del Consiglio e membro del Consiglio mondiale per la pace. Nel 1972 pubblicò le sue memorie, Vom Rosenkranz zur Roten Kapelle.
Morì a Wandlitz, all'età di 78 anni. Fu cremata e onorata con la sepoltura nella sezione Pergolenweg Ehrengrab del cimitero centrale di Friedrichsfelde.

## Memoria
A Berlino, Lipsia, Aquisgrana e Lützen esistono strade denominate Kuckhoffstraße, in onore di Greta e Adam Kuckhoff. A Francoforte è stata posta una pietra d'inciampo il 5 maggio 2012.

## Riconoscimenti

### Premi
- 1955 Premio Clara Zetkin;
- 1967 Cittadina onoraria di Francoforte;
- 1968 Premio Carl von Ossietzky del Consiglio per la pace della DDR;
- 1973 Laurea Honoris Causa dell'Università "Martin Lutero" di Halle-Wittenberg;
- 1977 Targa Thomasius dell'Università "Martin Lutero" di Halle-Wittenberg.